# Hans von Gersdorff (Gelehrter)
Hans von Gersdorff (* 22. Dezember 1630 in Dresden (?); † 19. April 1692 in Bautzen) war ein oberlausitzischer Adeliger und Gelehrter. Er saß auf Weicha bei Bautzen und hinterließ eine bedeutende Kunstsammlung.

## Biografie
Hans von Gersdorff war Kammerherr des sächsischen Kurfürsten, war umfassend gebildet und zeigte ein deutliches Interesse an der Astronomie. Er ist Erbauer des Gersdorffschen Palais in Bautzen vor dem Schloss mit heutiger Adresse Burgplatz 6. Dieser frühbarocke Bau wurde 1680 erstellt und Gersdorff richtete im ersten Stockwerk eine besonders gegen Feuer gesicherte Bibliothek ein. In seiner relativ kleinen Bibliothek befanden sich Bücher über naturwissenschaftliche Entdeckungen des 17. Jahrhunderts und damals aktuell diskutierte mathematisch-optische Phänomene. Außerdem legte er eine graphische Sammlung mit eher religiösem Schwerpunkt an. Diese umfasst unter anderem das undatierte Frühwerk Albrecht Dürers, aber auch sonst ist Dürers graphisches Werk gut in der Sammlung vertreten. Daneben enthält die Sammlung Werke von Martin Schongauer, Georg Pencz und Lucas Cranach dem Älteren. Die Sammlung beinhaltet auch Kartenwerke und astronomische Instrumente. Insgesamt gilt die Sammlung Gersdorffs als eine sehr frühe Spezialsammlung.
Die Stadt Bautzen widmete ihm 2002 die Ausstellung „Stiftung und Vermächtnis – die Sammlung des Hans von Gersdorff zu Weicha und die Stadt Bautzen um 1700“ (Kupferstiche, Handzeichnungen, sternkundliche Geräte, Globen und Bücher). 1681 errichtete er die Gersdorffsche Stiftungsbibliothek, die wegen ihrer Handschriften berühmt ist (z. B.: Bohemica, Abhandlungen von Jan Hus, Traktat des Augustinus (vor 1200)).